# 追分町 (川崎市)
追分町（おいわけちょう）は、神奈川県川崎市川崎区の地名。丁目の設定がない単独町名。住居表示実施済み区域。

## 地理
川崎区の中央部に位置し、北東に大島、南東に浜町、南西と西に鋼管通と接している。用途地域としては全域が商業地域に指定されている。北西端に大島五差路があり、かつての大島村と渡田村の境界付近にあったことから追分と呼ばれていた。

## 歴史

### 沿革
- 1973年（昭和48年）3月1日 - 土地区画整理事業（復興 第5工区）の換地処分[8]及び住居表示の実施[9]に伴い、大島町2丁目の一部を分離し、追分町を新設。川崎市川崎区追分町となる[5][7]。

## 世帯数と人口
2025年（令和7年）6月30日現在（川崎市発表）の世帯数と人口は以下の通りである。
| 町丁   | 世帯数    | 人口    |
| ------ | --------- | ------- |
| 追分町 | 1,555世帯 | 2,574人 |

### 人口の変遷
国勢調査による人口の推移。
| 年                 | 人口  |
| ------------------ | ----- |
| 1995年（平成7年）  | 2,083 |
| 2000年（平成12年） | 2,384 |
| 2005年（平成17年） | 2,647 |
| 2010年（平成22年） | 2,539 |
| 2015年（平成27年） | 2,562 |
| 2020年（令和2年）  | 2,569 |

### 世帯数の変遷
国勢調査による世帯数の推移。
| 年                 | 世帯数 |
| ------------------ | ------ |
| 1995年（平成7年）  | 866    |
| 2000年（平成12年） | 981    |
| 2005年（平成17年） | 1,139  |
| 2010年（平成22年） | 1,181  |
| 2015年（平成27年） | 1,228  |
| 2020年（令和2年）  | 1,326  |

## 学区
市立小・中学校に通う場合、学区は以下の通りとなる（2025年1月時点）。
| 番・番地等 | 小学校             | 中学校             |
| ---------- | ------------------ | ------------------ |
| 全域       | 川崎市立大島小学校 | 川崎市立臨港中学校 |

## 事業所
2021年（令和3年）現在の経済センサス調査による事業所数と従業員数は以下の通りである。
| 町丁   | 事業所数  | 従業員数 |
| ------ | --------- | -------- |
| 追分町 | 110事業所 | 961人    |

### 事業者数の変遷
経済センサスによる事業所数の推移。
| 年                 | 事業者数 |
| ------------------ | -------- |
| 2016年（平成28年） | 100      |
| 2021年（令和3年）  | 110      |

### 従業員数の変遷
経済センサスによる従業員数の推移。
| 年                 | 従業員数 |
| ------------------ | -------- |
| 2016年（平成28年） | 625      |
| 2021年（令和3年）  | 961      |

## 交通
- 神奈川県道101号扇町川崎停車場線

## 施設
- 川崎警察署 大島町交番
- 大島第5公園

## その他

### 日本郵便
- 郵便番号 : 210-0835[3]（集配局 : 川崎港郵便局[20]）

### 警察
町内の警察の管轄区域は以下の通りである。
| 番・番地等 | 警察署     | 交番・駐在所 |
| ---------- | ---------- | ------------ |
| 全域       | 川崎警察署 | 大島町交番   |